# Żupy krakowskie

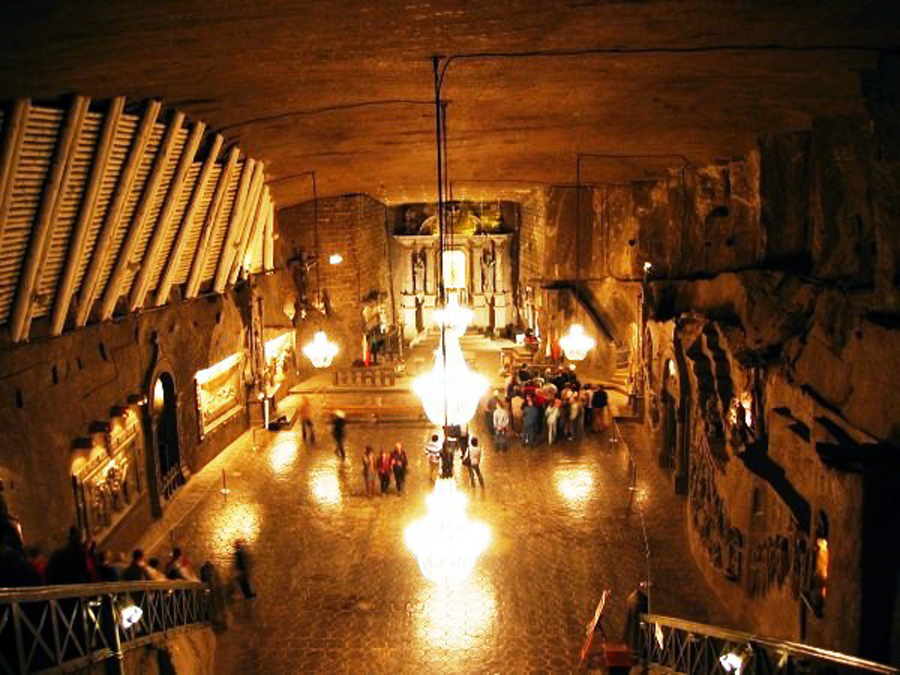
Kingakapelle in Wieliczka

Die Żupy krakowskie (deutsch Königlich Krakauer Salinen) waren das älteste und größte Bergbauunternehmen in Polen. Seit 1978 ist das Salzbergwerk in Wieliczka UNESCO-Weltkulturerbe. Das Welterbe wurde 2013 um das Salzgrafenschloss und Salzbergwerk in Bochnia erweitert und trägt nun den Titel Königliche Salzbergwerke Wieliczka und Bochnia. Beide Bergwerke veranschaulichen die Entwicklung der Bergbautechniken in Europa vom 13. bis zum 20. Jahrhundert.

## Geschichte

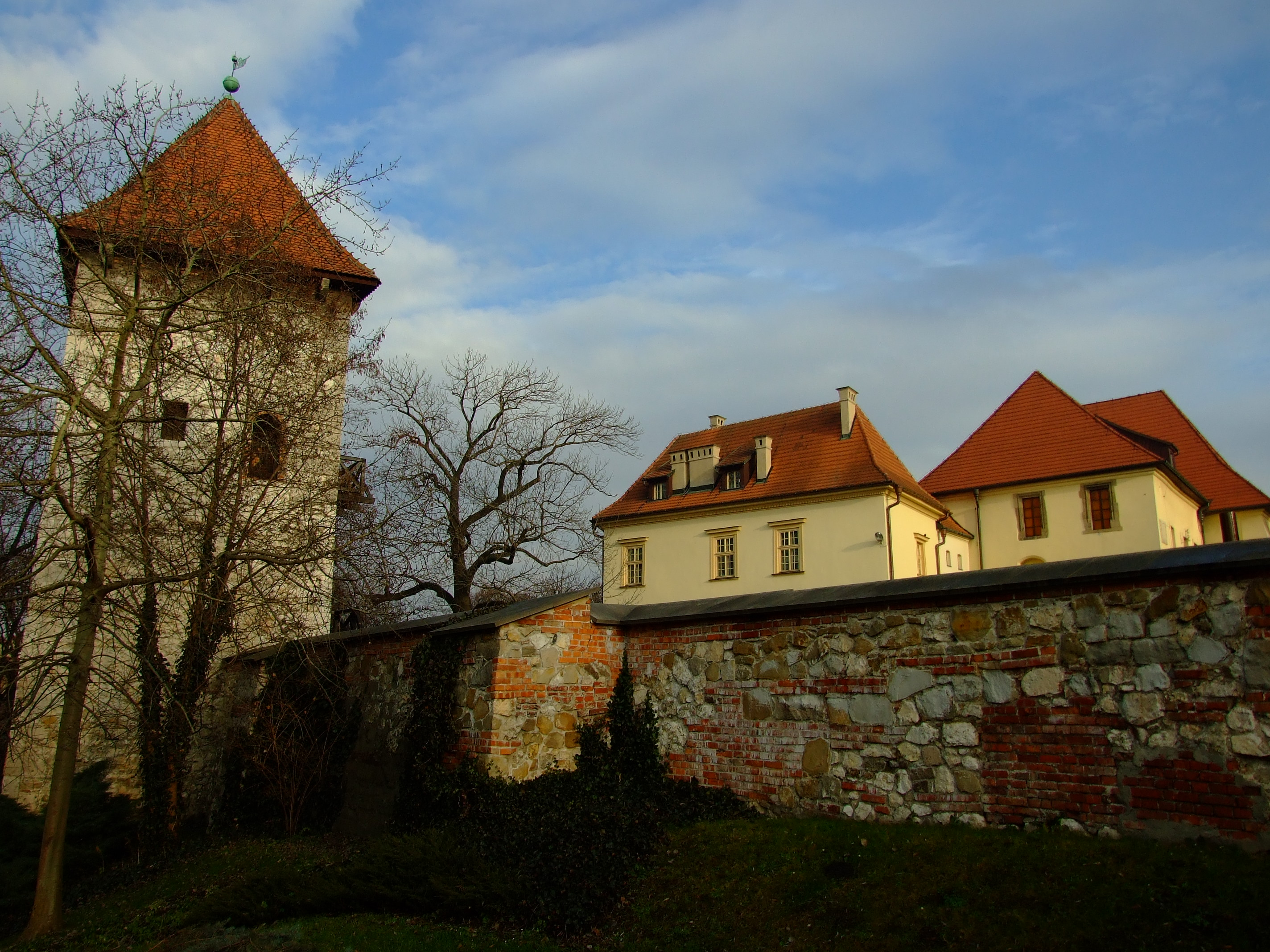
Salzgrafenschloss in Wieliczka

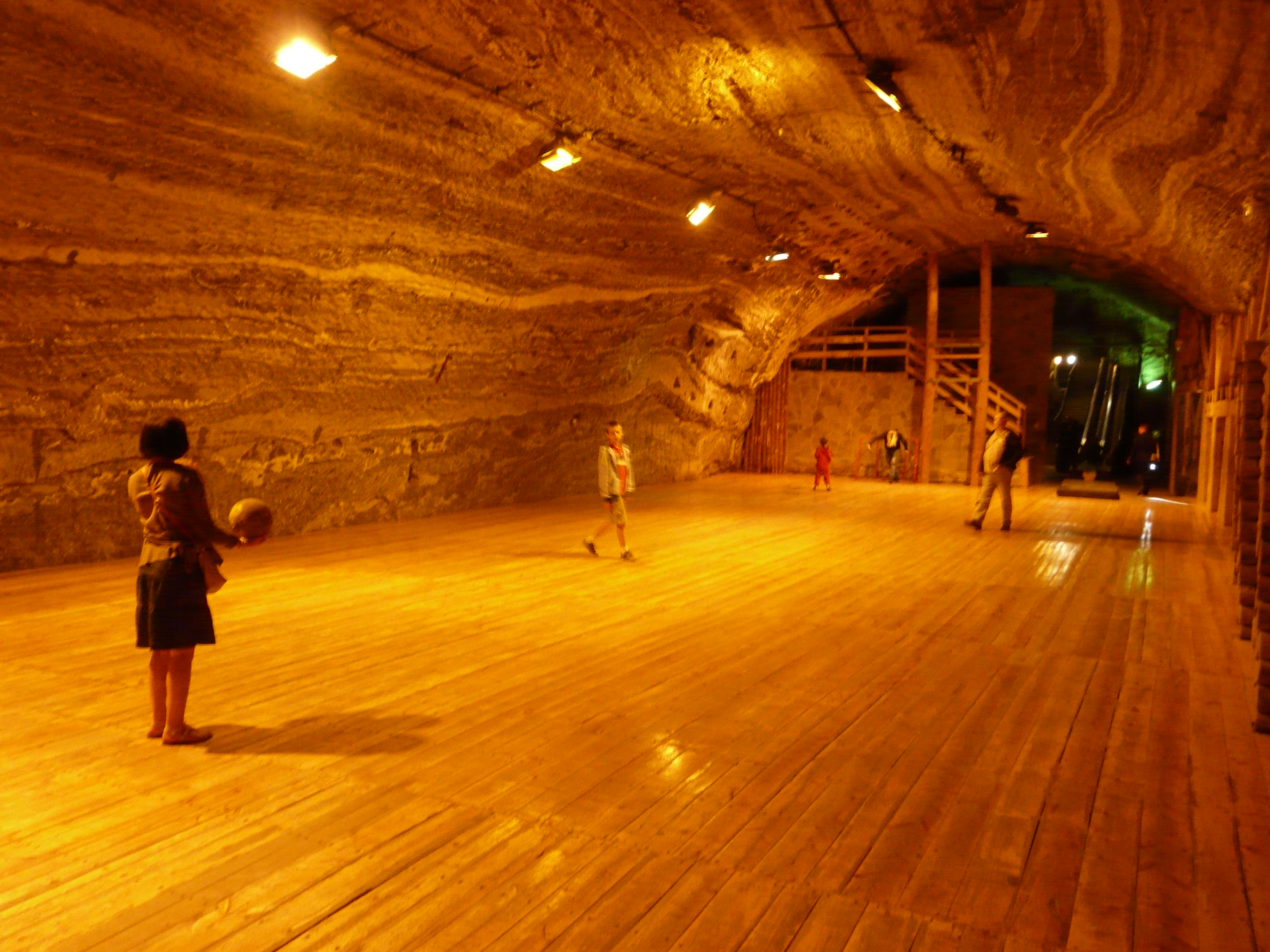
Ważyn-Kammer in Bochnia

Vom 14. Jahrhundert bis 1772 waren die Salzbergwerke in Wieliczka und Bochnia als Żupy krakowskie, die Königlich Krakauer Salinen, vereinigt und das größte Bergbauunternehmen in Polen.
Am 22. April 1368 erließ Kasimir der Große eine Bergordnung, die die Salzproduktion und den Salzhandel regelte. Die Verwaltung der Salinen oblag einem Żupnik, der seinen Sitz im Schloss Wieliczka (Zamek Żupny) hatte. Aus den Einnahmen des Salzhandels, der während seiner Blüte vom 14. bis ins 16. Jahrhundert ein Drittel der Staatseinnahmen erwirtschaftete, wurden unter anderem die Kosten für den Bau der königlichen Burg Wawel, der Universität und der Stadtbefestigungsanlagen in Krakau sowie der Heeressold bestritten.
Von 1515 bis 1523 war Hans Boner Żupnik, der auch das Finanzwesen in Polen reformierte. Die Blütezeit erlebte das Unternehmen im 16. Jahrhundert bis in die Mitte des 17. Jahrhunderts. Damals waren im Bergwerk 2000 Bergmänner beschäftigt und die Produktion überschritt 30000 Tonnen Salz. Das Salz wurde an der Weichsel auf Schiffe verladen, aber auch nach Ruthenien und Ungarn geliefert.
Mit der ersten polnischen Teilung (1772) fiel die Krakauer Saline an das Haus Österreich und die Bergwerke Wieliczka und Bochnia wurden getrennt.

### 20. Jahrhundert
Nach 1918 wurde die Bergwerke Staatsbesitz der Republik Polen, die sich 1932 das staatliche Monopol auf Salz vorbehielt. Die moderne Salzförderung wurde 1988 in Bochnia und 1993 in Wieliczka eingestellt. Die Bergwerke dienen seitdem ausschließlich dem Tourismus, als Schaubergwerke, Sanatorium oder Hotel.